# Белорусија на Европском првенству у атлетици на отвореном 2016.
Белорусија је учествовала на 23. Европском првенству у атлетици на отвореном 2016. одржаном у Амстердаму од 6. до 10. августа. Ово је било осмо европско првенство у атлетици на отвореном од 1994. године од када Белорусија учествује самостално под овим именом. Репрезентацију Белорусије представљало је 39 спортиста (12 мушкараца и 27 жене) који су се такмичили у 14 дисциплина (7 мушких и 14 женских).
На овом првенству Белорусија је била 11. по броју освојених медаља са 3 медаље (1 златна и 2 сребрне).  У табели успешности према броју и пласману такмичара који су учествовали у финалним такмичењима (првих 8 такмичара) Белорусија је са 9 учесника у финалу заузела 13. место са 45 бода.
| Плас. | Земља      | 1. место | 2. место | 3. место | 4. место | 5. место | 6. место | 7. место | 8. место | Бр. фин. / Бод. |
| ----- | ---------- | -------- | -------- | -------- | -------- | -------- | -------- | -------- | -------- | --------------- |
| 13.   | Белорусија | 1 - 8    | 2 – 14   | -        | 3 - 15   | 1 – 4    | –        | 1 – 2    | 1 - 1    | 9 - 45          |

## Учесници
| Мушкарци: - Александар Линик — 400 м - Pavel Seliverstau — Скок увис - Дмитриј Набоков — Скок увис - Константин Боричевски — Скок удаљ - Максим Нестеренко — Троскок - Дмитриј Платницки — Троскок - Артјом Бандаренка — Троскок - Алексеј Ничипор — Бацање кугле - Михаил Абрамчук — Бацање кугле - Иван Тихон — Бацање кладива - Сергеј Каламојец — Бацање кладива - Павел Борејша — Бацање кладива | Жене - Илона Усовича — 400 м, 4 х 400 м - Јулија Карол — 800 м - Дарја Барисевич — 1.500 м - Марина Даманцевич — Полумаратон - Нина Савина — Полумаратон - Настасја Иванова — Полумаратон - Ирина Сомава — Полумаратон - Алина Талај — 100 м препоне - Кацјарина Паплаускаја — 100 м препоне - Елвира Херман — 100 м препоне - Кацјарина Беланович — 400 м препоне - Анастасија Пузакова — 3.000 м препреке - Елена Кијевич — 4 х 400 м - Јулија Јуренија — 4 х 400 м - Кацјарина Каирулина — 4 х 400 м - Ирина Јакалтсевич — Скок мотком - Ирина Васкоускаја — Троскок - Наталија Вјаткина — Троскок - Јулија Леанцјук — Бацање кугле - Алиона Дубицка — Бацање кугле - Викторија Колб — Бацање кугле - Алена Собалева — Бацање кладива - Алена Кречик — Бацање кладива - Хана Малишик — Бацање кладива - Тацјана Халадович — Бацање копља - Кацјарина Нецвјатајева — Седмобој - Јана Максимова — Седмобој |  |

## Освајачи медаља (3)

### Злато (1)
- Тацјана Халадович — Бацање копља

### Сребро (2)
- Иван Тихон — Бацање кладива
- Алина Талај — 100 м препоне

## Резултати

### Мушкарци
| Атлетичар             | Дисциплина     | Лични рекорд | Квалификације | Квалификације | Полуфинале            | Полуфинале  | Финале                | Финале  | Детаљи |
| Атлетичар             | Дисциплина     | Лични рекорд | Резултат      | Место         | Резултат              | Место       | Резултат              | Место   | Детаљи |
| --------------------- | -------------- | ------------ | ------------- | ------------- | --------------------- | ----------- | --------------------- | ------- | ------ |
| Александар Линик      | 400 м          | 45,43 НР     | 47,09 кв      | 6. у гр. 3    | 45,80                 | 3. у гр. 1  | Нису се квалификовали | 11 / 32 |        |
| Pavel Seliverstau     | Скок увис      | 2,26         | 2,19          | 12. у гр. А   |                       |             | Нису се квалификовали | 19 / 23 |        |
| Dzmitry Nabokau       | Скок увис      | 2,25         | 2,09          | 11. у гр. Б   | 23 / 23               |             | Нису се квалификовали |         |        |
| Константин Боричевски | Скок удаљ      | 8,17         | 8,08 КВ       | 1. у гр. Б    | 7,67                  | 8 / 24 (25) |                       |         |        |
| Максим Нестеренко     | Троскок        | 16,90        | 16,68 КВ      | 2. у гр. Б    | 16,63                 | 5 / 27      |                       |         |        |
| Дмитриј Платницки     | Троскок        | 16,91        | 16,50 кв      | 5. у гр. А    | 16,18                 | 11 / 27     |                       |         |        |
| Артјом Бандаренка     | Троскок        | 16,90        | 16,06         | 10. у гр. А   | Нису се квалификовали | 23 / 27     |                       |         |        |
| Алексеј Ничипор       | Бацање кугле   | 19,34        | 19,75         | 10. у гр. А   | Нису се квалификовали | 18 / 27     |                       |         |        |
| Михаил Абрамчук       | Бацање кугле   | 20,13        | 19,06         | 9. у гр. Б    | Нису се квалификовали | 19 / 27     |                       |         |        |
| Иван Тихон            | Бацање кладива | 84,51 НР     | 76,10 КВ      | 1. у гр. А    | 78,84                 |             |                       |         |        |
| Сергеј Каламојец      | Бацање кладива | 75,52        | 72,25 кв      | 8. у гр. Б    | 74,65                 | 6 / 28      |                       |         |        |
| Павел Борејша         | Бацање кладива | 78,60        | 72,19         | 6. у гр. А    | Није се квалификовао  | 14 / 28     |                       |         |        |

### Жене
| Атлетичарка                                                    | Дисциплина       | Лични рекорд | Квалификације  | Квалификације | Полуфинале            | Полуфинале            | Финале                | Финале       | Детаљи |
| Атлетичарка                                                    | Дисциплина       | Лични рекорд | Резултат       | Место         | Резултат              | Место                 | Резултат              | Место        | Детаљи |
| -------------------------------------------------------------- | ---------------- | ------------ | -------------- | ------------- | --------------------- | --------------------- | --------------------- | ------------ | ------ |
| Илона Усович                                                   | 400 м            | 50,31        | 54,58          | 4. у гр. 3    | Није се квалификовала | Није се квалификовала | Није се квалификовала | 27 / 30 (31) |        |
| Јулија Карол                                                   | 800 м            | 2:01,42      | 2:03,78 КВ     | 3. у гр. 3    | 2:03,17               | 5. у гр. 3            | Није се квалификовала | 27 / 30 (31) |        |
| Марина Даманцевич                                              | Полумаратон      | 1:12:13      |                |               |                       |                       | 1:13:09               | 18 / 81 (90) |        |
| Нина Савина                                                    | Полумаратон      | 1:13:34      | 1:13:23 ЛР     | 25 / 81 (90)  |                       |                       |                       |              |        |
| Настасја Иванова                                               | Полумаратон      | 1:14:43      | 1:13:59 ЛР     | 32 / 81 (90)  |                       |                       |                       |              |        |
| Ирина Сомава                                                   | Полумаратон      | 1:13:32      | 1:14:44        | 37 / 81 (90)  |                       |                       |                       |              |        |
| Алина Талај                                                    | 100 м препоне    | 12,63        |                |               | 12,76 КВ              | 1. у гр. 1            | 12,68                 |              |        |
| Кацјарина Паплаускаја                                          | 100 м препоне    | 12,88        | 13,04          | 5. у гр. 2    | Нису се квалификовале | 13 / 36 (38)          |                       |              |        |
| Елвира Херман                                                  | 100 м препоне    | 13,05        | 13,03 КВ, ЛР   | 2. у гр. 4    | Нису се квалификовале | 13,18                 | 5. у гр. 3            | 16 / 36 (38) |        |
| Кацјарина Беланович                                            | 400 м препоне    | 55,59        |                |               | 55,82 КВ              | 2. у гр. 3            | 56,10                 | 5 / 35       |        |
| Анастасија Пузакова                                            | 3.000 м препреке | 9:51,58      | 9:46,36 кв, ЛР | 1. у гр. 1    |                       |                       | 9:42,91 ЛР            | 6 / 21 (22)  |        |
| Елена Кијевич Јулија Јуренија Кацјарина Каирулина Илона Усович | 4 x 400 м        | 3:21,85 НР   | 3:31,23 НРС    | 4. у гр. 1    | Нису се квалификовале | 9 / 16                |                       |              |        |
| Ирина Јакалтсевич                                              | Скок мотком      | 4,50         | 4,35 кв        | 8. у гр. Б    | 4,35                  | 12 / 24 (25)          |                       |              |        |
| Ирина Васкоускаја                                              | Троскок          | 14,76        | 13,61          | 8. у гр. А    | Нису се квалификовале | 17 / 22               |                       |              |        |
| Наталија Вјаткина                                              | Троскок          | 14,76        | 13,35          | 11. у гр. Б   | Нису се квалификовале | 21 / 22               |                       |              |        |
| Алиона Дубицка                                                 | Бацање кугле     | 19,03        | 17,45 КВ       | 2. у гр. А    | 18,03                 | 6 / 27                |                       |              |        |
| Јулија Леанцјук                                                | Бацање кугле     | 19,79        | 17,35 кв       | 6. у гр. А    | 18,20                 | 4 / 27                |                       |              |        |
| Викторија Колб                                                 | Бацање кугле     | 17,47        | 16,27          | 9. у гр. Б    | Нису се квалификовале | 17 / 27               |                       |              |        |
| Алена Собалева                                                 | Бацање кладива   | 72,86        | 66,78          | 6. у гр. А    | Нису се квалификовале | 15 / 28 (30)          |                       |              |        |
| Алена Кречик                                                   | Бацање кладива   | 72,06        | 64,42          | 12. у гр. А   | Нису се квалификовале | 24 / 28 (30)          |                       |              |        |
| Хана Малишик                                                   | Бацање кладива   | 72,31        | 63,16          | 12. у гр. А   | Нису се квалификовале | 26 / 28 (30)          |                       |              |        |
| Тацјана Халадович                                              | Бацање копља     | 65,10 НР     | 59,37 кв       | 6. у гр. А    | 66,34 НР              |                       |                       |              |        |

#### Седмобој
| Дисциплина    | Кацјарина Нецвјатајева | Кацјарина Нецвјатајева | Кацјарина Нецвјатајева | Кацјарина Нецвјатајева | Кацјарина Нецвјатајева | Кацјарина Нецвјатајева |
| Дисциплина    | Лич. рек.              | Резултат               | Бод.                   | Плас.                  | Укупно                 | Плас.                  |
| ------------- | ---------------------- | ---------------------- | ---------------------- | ---------------------- | ---------------------- | ---------------------- |
| 100 м препоне | 13,67                  | 14,20                  | 950                    | 17.                    |                        |                        |
| Скок увис     | 1,79                   | 1,71                   | 867                    | 12.                    | 1.817                  | 17.                    |
| Бацање кугле  | 15,32                  | 14,82                  | 849                    | 4.                     | 2.666                  | 11.                    |
| 200 м         | 24,58                  | 25,61                  | 832                    | 14.                    | 3.498                  | 12.                    |
| Скок удаљ     | 5,92                   | 5,91                   | 822                    | 13.                    | 4.320                  | 12.                    |
| Бацање копља  | 44,90                  | 46,36                  | 799                    | 9.                     | 5.110                  | 13.                    |
| 800 м         | 2:11,01                | 2:13,72                | 911                    | 4.                     |                        |                        |
| Седмобој      | 6.121                  |                        |                        |                        | 6.021 ЛРС              | 9 / 15 (21)            |

| Дисциплина    | Јана Максимова | Јана Максимова | Јана Максимова | Јана Максимова | Јана Максимова | Јана Максимова |
| Дисциплина    | Лич. рек.      | Резултат       | Бод.           | Плас.          | Укупно         | Плас.          |
| ------------- | -------------- | -------------- | -------------- | -------------- | -------------- | -------------- |
| 100 м препоне | 13,89          | 14,47          | 913            | 19.            |                |                |
| Скок увис     | 1,91           | 1,77           | 1.080          | 4.             | 1.854          | 14.            |
| Бацање кугле  | 14,71          | 13,63          | 769            | 12.            | 2.623          | 13.            |
| 200 м         | 25,24          | 26,18          | 781            | 17.            | 3.307          | 19.            |
| Скок удаљ     | 6,02           | 5,66           | 757            | 15.            | 4.104          | 16.            |
| Бацање копља  | 48,90          | 44,35          | 751            | 14.            | 4.855          | 16.            |
| 800 м         | 2:10,84        | 2:18,30        | 847            | 10.            |                |                |
| Седмобој      | 6.198          |                |                |                | 5.702          | 12 / 15 (21)   |